# Västra Vingåkers socken

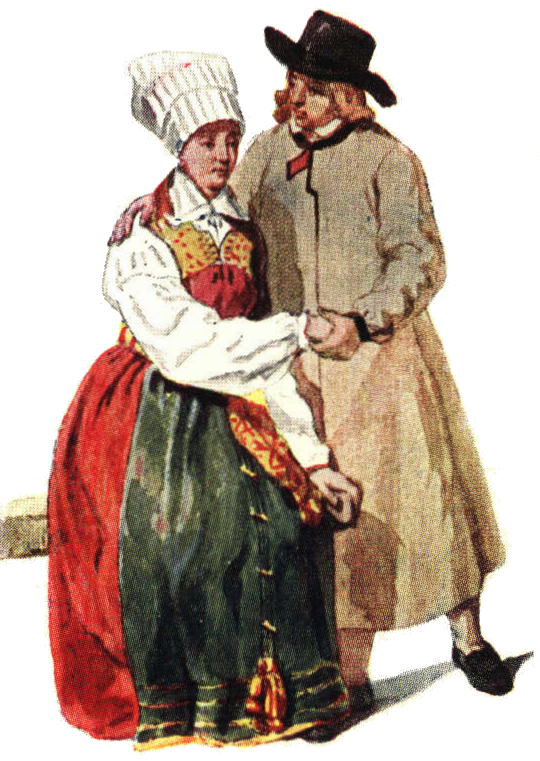
Folkdräkt från Vingåkers socken.

Västra Vingåkers socken i Södermanland ingick i Oppunda härad, ingår sedan 1971 i Vingåkers kommun och motsvarar från 2016 Västra Vingåkers distrikt.
Socknens areal är 346,97 kvadratkilometer, varav 307,85 land. År 2000 fanns här 8 477 invånare. Sävstaholms slott och Skenäs gård, tätorterna Marmorbyn, Baggetorp och Högsjö, orten Läppe samt tätorten och kyrkbyn Vingåker med sockenkyrkan Västra Vingåkers kyrka ligger i socknen.  

## Administrativ historik
Västra Vingåker socken har medeltida ursprung under namnet Vingåkers socken. Socknen delades 17 juni 1754 då Östra Vingåkers socken utbröts och namnet på denna del namnändrades sedan 1757 till det nuvarande. 14 november 1865 överfördes till Askers socken Forsbro från denna socken.
Vid kommunreformen 1862 övergick socknens ansvar för de kyrkliga frågorna till Västra Vingåkers församling och för de borgerliga frågorna till Västra Vingåkers landskommun. Mellan 1903 och 1962 utgjorde den centrala tätorten ett eget municipalsamhälle. Då detta upphörde bytte landskommunen 1963 namn till Vingåkers landskommun och sammanslogs 1971 med Österåkers socken till nuvarande Vingåkers kommun. 
1 januari 2016 inrättades distriktet Västra Vingåker, med samma omfattning som församlingen hade 1999/2000.
Socknen har tillhört län, fögderier, tingslag och domsagor enligt vad som beskrivs i artikeln Oppunda härad.  De indelta soldaterna tillhörde Södermanlands regemente, Vingåkers kompani och Livregementets husarkår, Östernärke skvadron.

## Geografi
Västra Vingåkers socken ligger väster om Katrineholm med Hjälmaren i nordväst, Tisnaren i sydost och kring  Högsjön, Kolsnaren, Öljaren, Viren och Nyköpingsån. Socknen har odlad slättbygd i sin mellersta del och skogsbygd norr och söder därom.
År 1934 hade socknen 8 635 hektar åker samt 17 607 hektar skogsmark. Området genomkorsas av Riksväg 52 och Västra stambanan.

### Geografisk avgränsning
I öster gränsar socknen till Östra Vingåkers socken. I nordost gränsar socknen mot Österåkers socken.
I nordväst når socknen ut i Södra Hjälmaren och når grundet Funnaren och "fyrsockenmötet" Västra Vingåker-Österåker-Julita-Lännäs. 
I väster avgränsas socknen av Lännäs socken i Örebro län (Närke). Tätorten Läppe ligger vid länsgränsen längst i väster vid Hjälmarens södra strand och vid Riksväg 52. Väster om Högsjö gränsar församlingen mot Askers socken i Örebro län. Vid gården Haddemon cirka 5 km söder om Högsjö ligger "tresockenmötet" Västra Vingåker-Asker-Regna, tillika "trelänsmötet" Södermanlands-Örebro-Östergötlands län. Västra Vingeåkers socken gränsar här mot Regna socken på en sträcka av cirka 6 km fram till Hästskosten där "tresockenmötet" Västra Vingåker-Regna-Skedevi ligger. Församlingen avgränsas i söder fortsättningsvis av Skedevi socken. Både Regna och Skedevi ligger i Finspångs kommun, Östergötlands län. Ungefär mitt i sjön Tisnaren möts Västra Vingåker, Skedevi och Östra Vingåker.

## Fornlämningar
Från stenåldern finns boplatser och lösfynd. Bronsåldern representeras av gravrösen, vilka ligger utspridda. Från järnåldern finns tre gravfält i den västra skogsbygden. I den centrala delen av socknen ligger fem yngre gravfält, varav ett större vid Sävstaholm. Inom socknen finns även två fornborgar och tre runstenar. En runsten står mitt i en skeppssättning vid gränsen mot Östergötland.

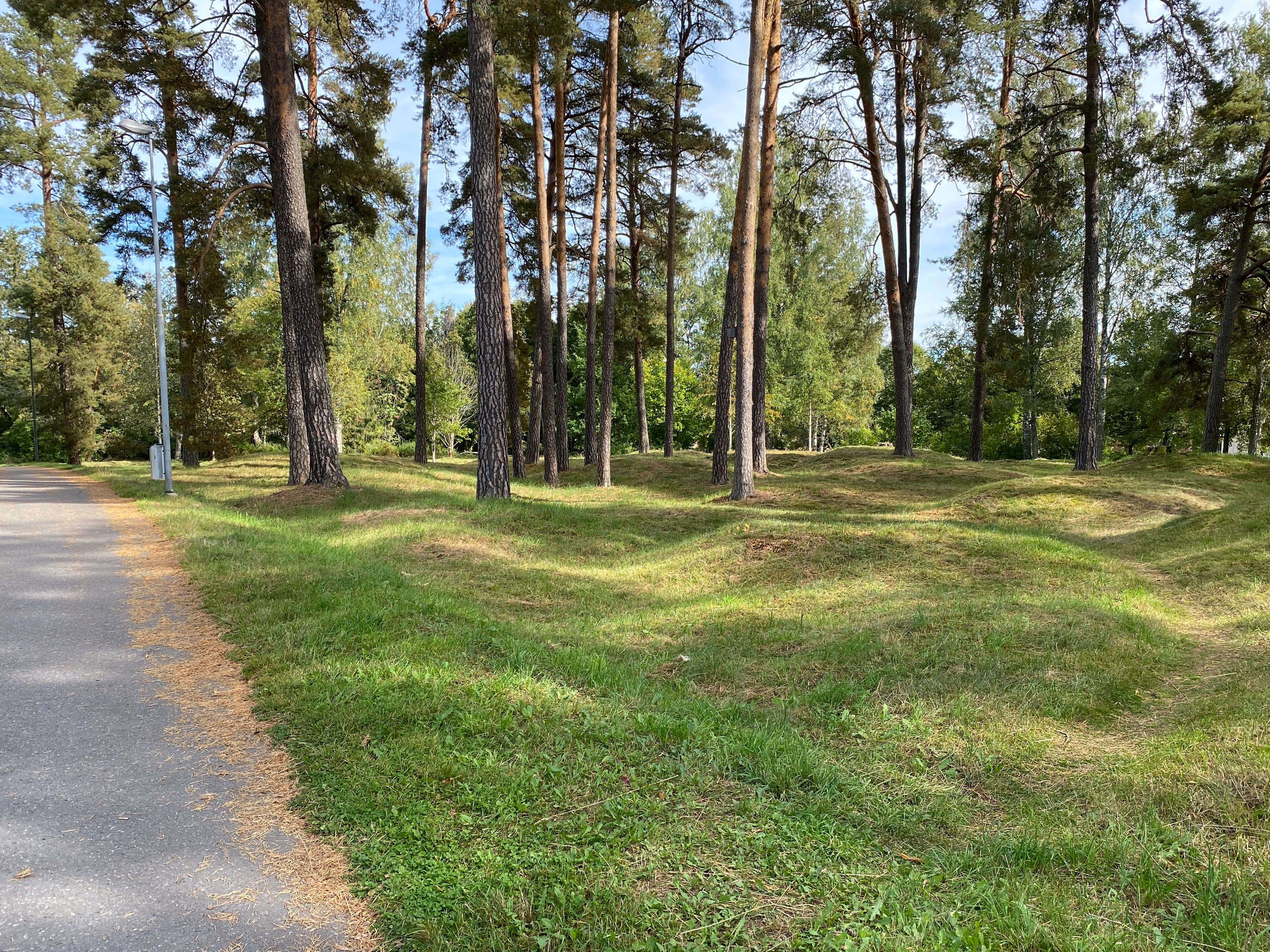
Gravfält vid Erik Dahlbergsvägen.
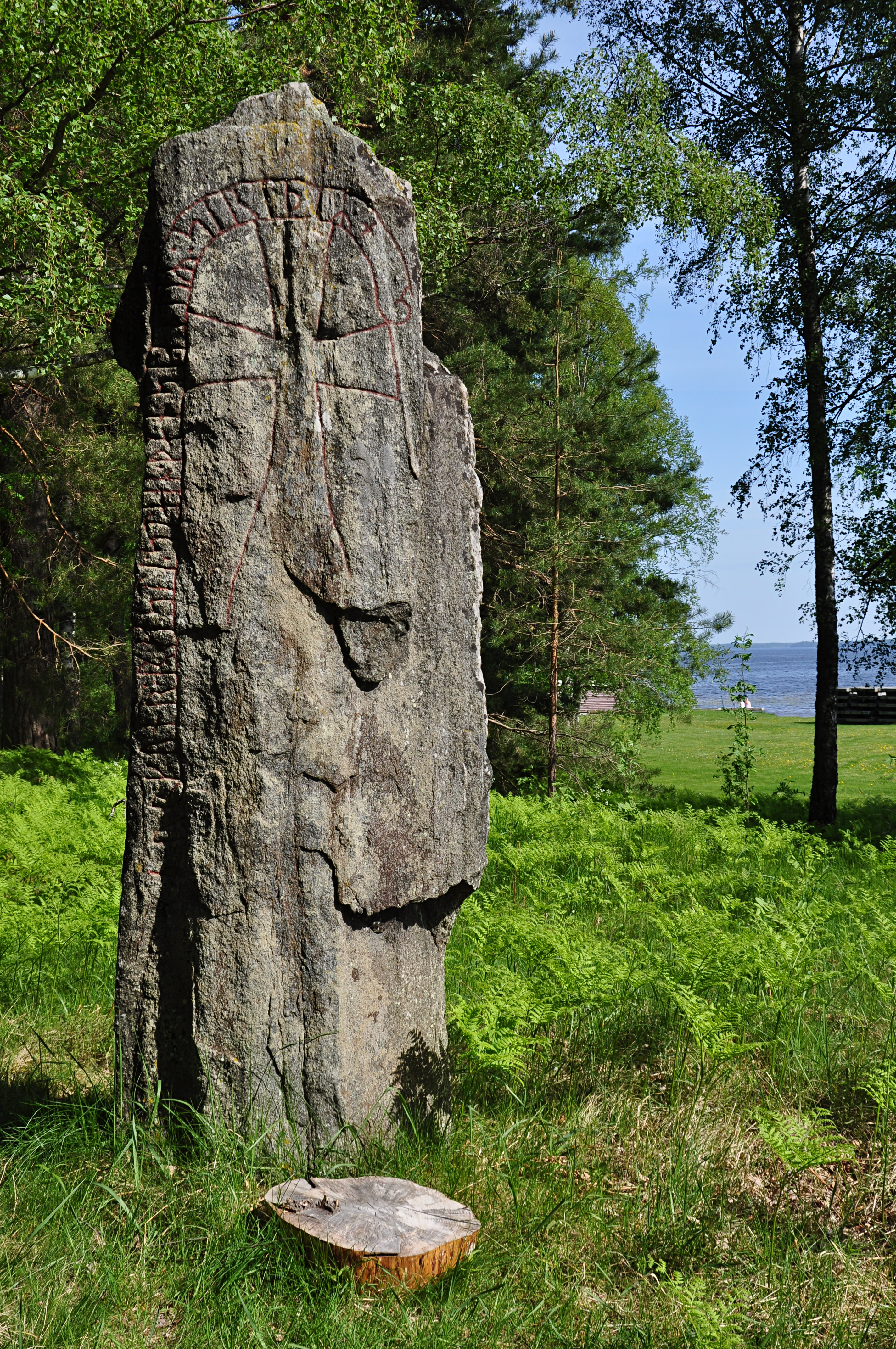
Runstenen Sö 73 i Lyttersta på gränsen mot Östergötland.

## Namnet
Namnet (1314 Wikinghaker) innehåller efterleden åker sannolikt syftande på en forntida samlingsplats. Förleden Viking, 'vikbornas' har troligen avsett ett större vattenrikt område vid Vingåkersån väster om Kolsnaren.